# Roy Herbert Reinhart
Roy Herbert Reinhart (* 11. September 1919 in Cincinnati, Ohio; † 11. Dezember 2005 in Oxford, Ohio) war ein US-amerikanischer Paläontologe und Geologe. Er ist für Forschungen zu fossilen Seekühen bekannt und die Einführung der fossilen Säugerordnung Desmostylia. Er befasste sich auch mit Stratigraphie des Känozoikums.

## Leben
Reinhart studierte an der University of Miami mit dem Bachelor-Abschluss 1941, diente im Zweiten Weltkrieg in Europa als Pionieroffizier und setzte dann sein Studium an der University of Chicago mit dem Master-Abschluss 1949 fort. 1952 wurde er an der University of California, Berkeley, in Paläontologie promoviert. Als Post-Doktorand war er am West Texas State College und ab 1951 Assistant Professor und später Associate Professor für Geologie und ab 1962 Professor an der Universität Miami. 1982 wurde er emeritiert.
Er war seit 1941 verheiratet und hatte drei Kinder. Als Hobby sammelte er archäologische Relikte.

## Schriften
- A review of the Sirenia and Desmostylia, University of California publications in geological sciences 36, 1959, S. 1–146.
- mit James Edward Bever: Introductory geology: laboratory manual. Dubuque, Iowa: Wm. C. Brown 1961
- Artikel Desmostylia und Sirenia in P. Gray, The encyclopedia of the biological sciences, 2. Auflage, Van Nostrand 1970
- Fossil Sirenians and Desmostylids from Florida and elsewhere, Bulletin of the Florida State Museum, Biological sciences 20, 1976, S. 187–300.
- The extinct mammalian order Desmostylia, Natl. Geogr. Soc. Res. Repts. 14, 1982, S. 549–555.
- mit Richard C. Hulbert, Gary Scott Morgan, Ann E. Pratt: Sirenians, in: R. C. Hulbert: The fossil vertebrates of Florida. Gainesville: University Press of Florida 2001, S. 322–330.